# Мэсси, Винсент
Чарльз Ви́нсент Мэ́сси (англ. Charles Vincent Massey, 20 февраля 1887, Торонто — 30 декабря 1967, Лондон, Великобритания) — канадский дипломат, политик и филантроп, первый чрезвычайный и полномочный посол Канады в США, восемнадцатый генерал-губернатор Канады и первый генерал-губернатор Канады, родившийся в этой стране. Брат актёра Рэймонда Мэсси.

## Биография

### Молодость и начало благотворительной деятельности
Чарльз Винсент Мэсси родился в 1887 году в Торонто в семье Честера Мэсси и Анны Винсент. Его отец был наследником компании сельскохозяйственного оборудования Massey-Harris, превратившим её в крупную международную корпорацию. Младшим братом Чарльза Винсента был будущий актёр Рэймонд Мэсси.
Окончив колледж Св. Андрея в Ороре, Винсент продолжил образование в Торонтском университете, а затем в Баллиол-колледже в Оксфорде. За время пребывания в Великобритании Мэсси проникся английскими традициями и в дальнейшем выделялся в Канаде оксфордским акцентом и пошитыми у лондонских мастеров костюмами. Вернувшись в Канаду, Мэсси в 1913 году стал исполняющим обязанности декана факультета современной истории в Виктория-колледже Торонтского университета и занимал эту должность до 1915 года. В июне 1915 года он женился на Элис Паркин — дочери Джорджа Паркина, бывшего директора Колледжа Верхней Канады и секретаря Родсовского фонда.
После начала мировой войны Мэсси, с 1907 года состоявший в Собственном королевском стрелковом полку, получил назначение офицером в 12-й военный округ со штабом в Реджайне (Саскачеван). В военные годы он работал в Корпусе подготовки офицеров, а в 1918 году был включён в правительственный военный кабинет в качестве помощника секретаря.
В послевоенные годы Винсент Мэсси проявил себя в сфере филантропии. На деньги, полученные в наследство от деда, он помог основать Харт-Хауз — студенческий центр в Торонтском университете, а в 1918 году вместе с другими членами семьи основал Фонд Мэсси, занимавшийся поддержкой архитектурных и художественных проектов. Под эгидой фонда была собрана большая коллекция произведений искусства. В 1921 году Винсент занял место отца в кресле президента компании Massey-Harris и оставался на этом посту до 1925 года. В эти годы он продолжал активно заниматься благотворительностью, в частности поспособствовав строительству в Торонтском университете Мэсси-колледжа.

### Дипломатическая карьера и дальнейшая государственная деятельность
В 1925 году Винсент Мэсси был включён в правительство У. Л. Маккензи Кинга в качестве министра без портфеля, но на последовавших вскоре выборах не сумел победить и обеспечить себе место в федеральном парламенте. На следующий год Маккензи Кинг назначил его чрезвычайным и полномочным послом Канады в США; при этом Мэсси стал не только первым полномочным канадским послом в США, но и вообще первым канадским дипломатом такого ранга в столице другого государства. Этот пост он занимал до 1930 года.
С 1932 по 1935 год Мэсси занимал пост председателя Национальной либеральной федерации. В 1936 году последовало новое дипломатическое назначение — Верховным комиссаром Канады в Соединённом Королевстве (должность, равноценная посольской). Этот пост Мэсси занимал до 1946 года, выполняя в основном социальные функции и в меньшей степени участвуя в двусторонних переговорах. В 1936 году, находясь в Лондоне, он был представителем Канады в Лиге Наций, а с 1941 по 1945 год — членом советов директоров Лондонской национальной галереи и Британской галереи Тейт (в последнем с 1943 года занимая пост председателя). В 1946 году в ознаменование заслуг перед Великобританией король Георг VI произвёл Мэсси в члены ордена Кавалеров Почёта.
По возвращении в Канаду Мэсси в 1947 году занял пост канцлера Торонтского университета и продолжал выполнять эту роль до 1953 года. С 1948 по 1952 год он также занимал должность председателя совета директоров Национальной галереи Канады, а в 1949 году был назначен премьер-министром Луи Сен-Лораном на пост председателя Королевской комиссии по национальному развитию искусств, литературы и науки. В этой роли Мэсси взял курс на культурную независимость Канады от США и подготовил в 1951 году отчёт с рекомендациями по созданию Совета Канады — коронной корпорации, курирующей финансирование деятелей искусства и художественных проектов в стране, а также заложил основу для будущего создания Национальной библиотеки Канады.
Жена Мэсси, Элис, умерла в 1950 году, оставив ему двоих сыновей — Лайонела и Харта.

### Генерал-губернатор Канады
1 февраля 1952 года Винсент Мэсси был назначен генерал-губернатором Канады. Он стал первым уроженцем Канады, занявшим этот пост. Через пять дней после его назначения умер король Георг VI, и таким образом Мэсси стал также первым генерал-губернатором Канады, представлявшим Елизавету II, официально вступив в должность 28 февраля того же года. Его пребывание на этом посту было затем продлено дважды — сначала премьер-министром Сен-Лораном, а затем Джоном Дифенбейкером, так что Мэсси оставался генерал-губернатором Канады до 15 сентября 1959 года.
По собственным словам Мэсси, в роли генерал-губернатора он брал пример с одного из своих предшественников на этом посту — лорда Твидсмура. Он возродил церемониальное использование в Канаде Государственного экипажа, в ходе коронационных празднеств 1953 года прибыв в нём в парламент, чтобы предварить тронную речь королевы, транслировавшуюся из Лондона. С этого времени Государственный экипаж используется на постоянной основе в дни открытия сессий парламента и при приёме государственных визитов. В честь коронации Елизаветы II Мэсси организовал раздачу серебряных ложечек всем канадским детям, родившимся 2 июня 1953 года. За время пребывания в должности он трижды принимал в Оттаве королеву Елизавету и принца Филиппа. Он также принимал в Канаде в 1953 году президента США Дуайта Эйзенхауэра, а в 1954 году побывал с ответным визитом в Вашингтоне, где выступил на совместном заседании Конгресса.
В период пребывания на посту генерал-губернатора Мэсси много путешествовал по стране, посещая труднодоступные регионы, в том числе в Канадской Арктике, на каноэ и собачьих упряжках. Он пропагандировал идеи канадской самобытности и единства, одновременно выступая сторонником равноправия английского и французского языков задолго до того, как билингвизм стал в Канаде официальной государственной доктриной. Мэсси продолжал работу над формированием самостоятельной канадской культуры, заложив традицию литературных чтений в Ридо-холле (резиденции генерал-губернатора). Он поддерживал идею проведения национального фестиваля искусств, плодом которой стало создание Национального центра искусств в Оттаве, и был горячим сторонником проходившего в первые разы Стратфордского шекспировского фестиваля.
Мэсси заложил основы канадской системы наград — в частности, последующего учреждения ордена Канады, одним из первых компаньонов которого он стал в 1967 году. Кроме того, в 1953 году он учредил Премию генерал-губернатора по архитектуре, в 1954 году — Золотую медаль генерал-губернатора для Института сертифицированных бухгалтеров, а в 1959 году — Медаль Мэсси, присуждаемую Королевским географическим обществом Канады за достижения в области географических исследований, развития и описания.

### Последние годы жизни
По окончании пребывания в должности генерал-губернатора Мэсси удалился в свою усадьбу Баттервуд близ Порт-Хоупа (Онтарио). Он продолжал возглавлять Фонд Мэсси, президентом которого являлся с 1926 года, и уделял особое внимание спонсируемым фондом Харт-Хаузу и Мэсси-колледжу в Торонтском университете. В 1960 году Елизавета II отметила его заслуги Королевской Викторианской цепью. В 1961 году в Торонтском университете в его честь были учреждены Лекции Мэсси, в рамках которых известным учёным и общественным деятелям предоставляется возможность выступить с лекцией на выбранную ими тему (в биографии на сайте офиса генерал-губернатора Канады Лекции Мэсси названы важнейшими в Канаде публичными лекциями такого рода).
В эти годы вышли две книги Мэсси — «Прошлое — это пролог» (англ. What's Past is Prologue, 1959) и «Конфедерация на марше» (англ. Confederation on the March, 1965). Звание компаньона ордена Канады — высшую степень этой награды — он получил за несколько месяцев до смерти. Винсент Мэсси умер в 1967 году во время посещения Лондона. Его тело было возвращено в Канаду и после государственных похорон предано земле на англиканском кладбище под Порт-Хоупом.